# Одабаш Абібулла Абдурешидович
Абібулла Одабаш крим. Abibulla Abdureşid oğlu Odabaş — кримськотатарський письменник, філолог, педагог.

## Біографія
Народився 1891 року в селі Корбек неподалік Алушти. Середню освіту здобув у Криму, а продовжив навчання у Стамбулі. Там, здобуваючи університетську освіту, надрукував перші поезії та поему «Золотий блиск».
1917 року повертається до Криму, з 1917 до 1920 року видає журнал «Ешиль ада», пізніше — «Бильги».
Від 1921 до 1928 року Абібулла Одабаш працює на педагогічній ниві: викладає в технікумі, у Кримському педагогічному інституті (факультет кримськотатарської мови та літератури), створює кілька підручників з мови та літератури для кримськотатарських шкіл.
З 1925 року в Сімферополі виходить журнал «Окъув ишлери», у якому Одабаш публікував свої педагогічні, культурно-просвітницькі, літературознавчі статті, поезії й оповідання.
1928 був заарештований і засуджений до десяти років таборів. 1937 року дружина Одабаша Айше отримала повідомлення про смерть чоловіка, але час, місце й обставини смерті не відомі.